# Bataille de Los Frailes
Expédition de los Cayos
(Guerre d'indépendance du Venezuela)
Batailles
m
- Los Frailes
- Pampatar
- Carúpano
- Maracay
- Aguacates

La bataille de Los Frailes est un combat naval livré pendant la guerre d'indépendance du Venezuela. Il oppose le  2 mai 1816  une escadre  republicaine qui se préparait à  débarquer des troupes au Venezuela à deux bâtiments espagnols qui patrouillaient  en mer des Caraïbes à hauteur de l'archipel de Los Frailes. Disposant d'une écrasante supériorité numérique, les vaisseaux vénézueliens remportent la victoire et s'emparent des deux navires adverses.

## Navires engagés
- Venezuela,  capitaine de vaisseau Luis Brión (blessé)
  - Goélette General Bolivar, 6 canons, capitaine Renato Beluche
  - Goélette General Mariño, capitaine Thomas Dubouillé
  - Goélette Feliz, capitaine Charles Lominé
  - Goélette Consejo, 1 canon de 18, capitaine Bernardo Ferrero
  - Goélette Brion, 4 canons et dix caronades, capitaine Jean Monier
  - Goélette Piar, 1 canon de 18 et deux petites pièces, capitaine John Parnell
  - 1 autre goélette

- Espagne
  - Brigantin Intrepido, capitaine Don Rafael Iglesias (tué), capturée
  - Goélette Rita, capitaine Ocampo, capturée

## Référence
- (es) Cet article est partiellement ou en totalité issu de l’article de Wikipédia en espagnol intitulé « Batalla naval de Los Frailes » (voir la liste des auteurs).